# Weltmeisterschaft im Pflügen

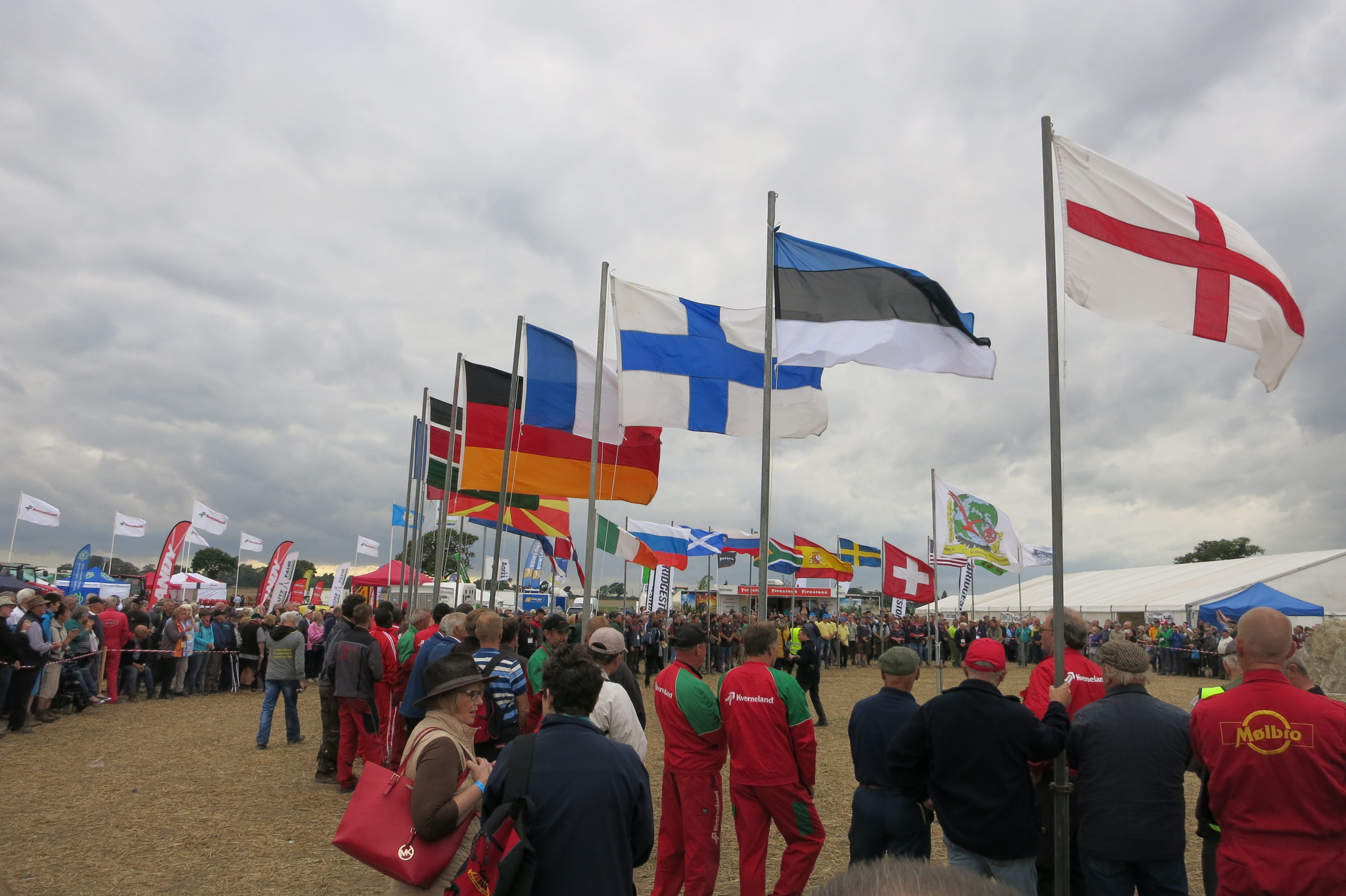
Wettkampfteilnehmer der 63. Weltmeisterschaft im Wettpflügen in York, England während des traditionellen Flaggenhissens aller Teilnehmernationen.

Die Weltmeisterschaft im Pflügen wird seit 1953 jährlich durch die Weltpflügerorganisation (World Ploughing Organization) in einer der über 30 Mitgliedsnationen der Organisation ausgetragen. Am 8. und 9. Oktober 1953 fand der erste Wettbewerb im Leistungspflügen auf Weltniveau in Kanada statt. Im Rahmen der Weltmeisterschaften messen sich Teilnehmer aus verschiedenen Nationen in den Kategorien des Grasland- und Stoppelpflügens mittels Dreh- und Beetpflug.

## Weltpflügermeisterschaft in Deutschland
In Deutschland wurde der Wettbewerb bisher 1998 in Landshut in Bayern, 1978 in Wickstadt in Hessen sowie 1958 in Hohenheim in Baden-Württemberg ausgetragen.
2018 war Deutschland zum vierten Mal Gastgeber der Weltmeisterschaft, Austragungsort der Weltpflügermeisterschaft 2018 war der Gutsbetrieb Herzog von Württemberg Hofgut Einsiedel in Kirchentellinsfurt im Landkreis Tübingen in Baden-Württemberg. Am 1. und 2. September wurden auf einer insgesamt über 100 Hektar umfassenden Wettbewerbsfläche Wettkämpfe im Grasland- und Stoppelpflügen sowie die baden-württembergische Meisterschaft im Gespannpflügen ausgetragen. Neben dem während der Wettbewerbstage durchgeführte Feldtag der Universität Hohenheim unter dem Motto „Bodenbearbeitung im Wandel der Zeit“ wurden historische Dampfpflüge in Kombination mit Precision Farming präsentiert.

## Leistungspflügen
Unter dem Begriff des Leistungspflügens werden Berufswettbewerbe von Landwirten zusammengefasst, bei denen diese in verschiedenen Altersklassen und Pflugkategorien um das beste Allgemeinbild des gepflügten Ackers, der Furchentiefe, der Schnittfurche und der Schlussfurche gegeneinander antreten. Seit Mitte des 20. Jahrhunderts werden in Deutschland regelmäßig Landes- und Bundeswettbewerbe ausgetragen.

### Bedeutung des Leistungspflügens
Pflügen, die erste und wichtigste Arbeit des Jahres beim planmäßigen Anbau von Nutzpflanzen, garantiert seit über Jahrtausenden die Fruchtbarkeit der obersten Erdschicht. Über die reine Kulturmaßnahme hinaus entstanden in den vergangenen sechzig Jahren Wettbewerbe um das handwerkliche Geschick im Umgang mit dem Pflug. Das Leistungspflügen stellt dabei einen öffentlichen Wettbewerb um das beste Ergebnis beim Pflügen – der Königsdisziplin unter den landwirtschaftlichen Tätigkeiten – dar, bei der es vordergründig um das Ziehen gerader Furchen und das korrekte Wenden des Bodens geht.
Nach der Katastrophe des Zweiten Weltkriegs wuchs in vielen Ländern die Erkenntnis, dass eine ausreichende Produktion an Nahrungsmitteln einen wesentlichen Beitrag für die Friedenssicherung darstellt. Unter dem Motto „pax arva colat“ – „Der Friede bestelle das Land“ entstand mit der Gründung der Weltpflügerorganisation im Jahre 1952 eine weltweite Friedensbewegung mit dem Ziel, verbesserte Bodenbearbeitungsmethoden zu etablieren und den internationalen Verbund der Landwirte zu stärken.
Dabei ist das Leistungspflügen keineswegs eine Erscheinung der Neuzeit. Bereits im 8. Jahrhundert, beim Vordringen der Sachsen auf den britischen Inseln, sollen die Neuankömmlinge den Alteingesessenen bei großangelegten Pflugschauen mit Ochsengespannen ihre Überlegenheit im Ackerbau demonstriert haben. In späteren Zeiten gingen Könige und Kaiser beim Demonstrationspflügen oft selbst hinter dem Pflug, um ihre Bauern von der Notwendigkeit einer ordentlichen Bodenbearbeitung zu überzeugen.
Die Leistungsschau der Landwirte soll neben dem Berufswettkampf auch dazu dienen, den Stellenwert der Landwirtschaft und der Bodenbearbeitung in der breiten Bevölkerung zu steigern und ein Verständnis für die ökonomischen und ökologischen Zusammenhänge in der Nahrungsmittelproduktion zu schaffen.

### Wettbewerbskriterien
Bewertungskomitee der Weltpflügerorganisation beim Bewerten der Wettbewerbsleistung.

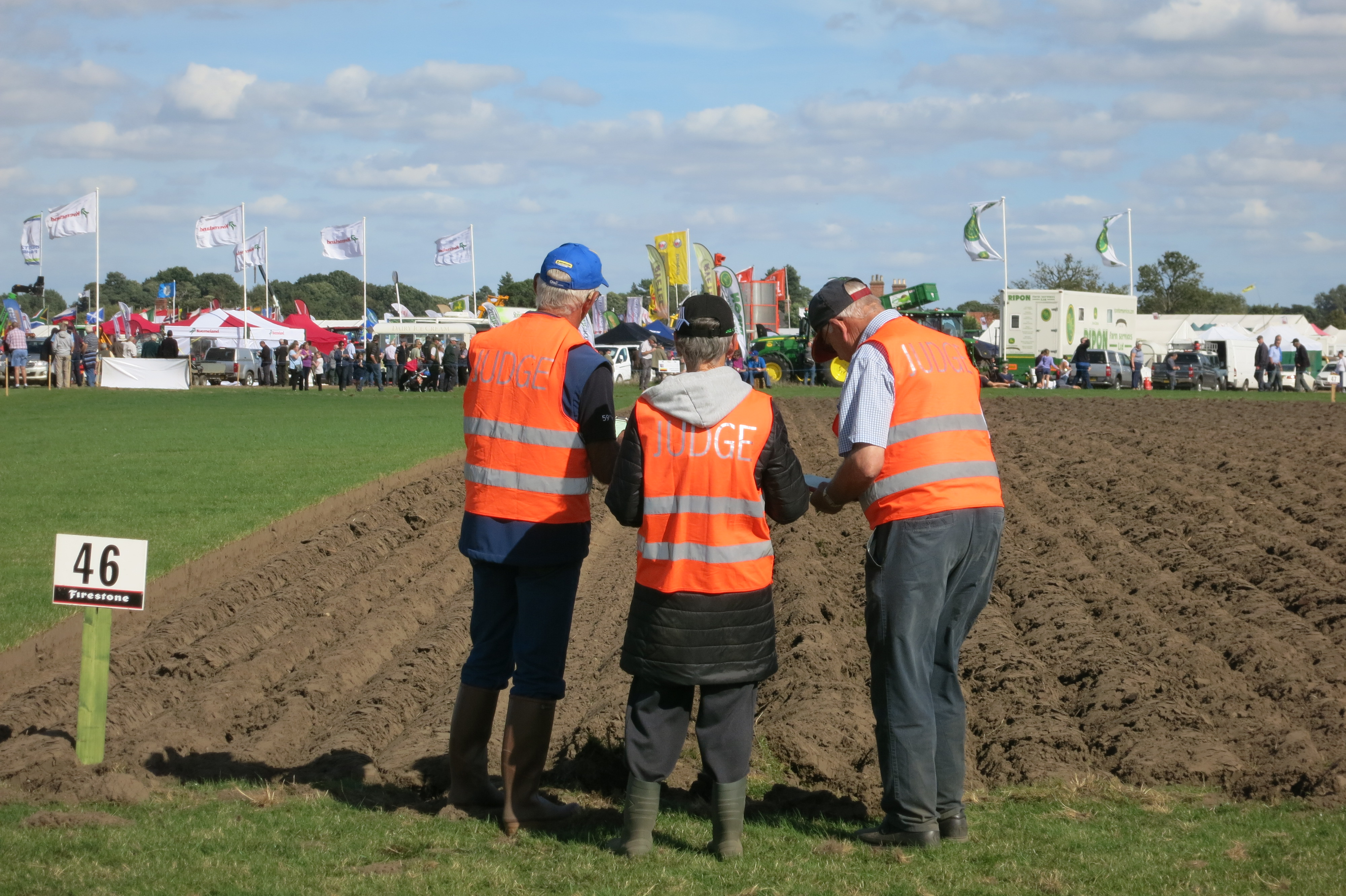
Internationales Richterkomitee beim Bewerten der Wettbewerbsleistung.

In die Prüfungsaufgaben der Wettpflüger sind auf 0,2 Hektar so viele Schwierigkeiten hinein gepackt, dass auch ein mehrere Hektar großer Acker nicht schwieriger zu pflügen wäre. Das Regelwerk der Weltpflügerorganisation enthält dabei folgende Vorgaben:
- Maximal zwei Teilnehmer pro Nation
- Wettkämpfe im Stoppel- und Graslandpflügen jeweils mit
- Dreh- und Beetpflug
- Maximal zwei bis drei Schare pro Pflug
- Maximal drei Räder pro Seite des Drehpflugs
- Spurhaltesysteme, GPS-Systeme etc. sind nicht erlaubt
- Wettbewerbsfläche Beetpflug: 100 × 20 Meter (0,2 Hektar)
- Wettbewerbsfläche Wendepflug: 100 × 24 Meter am einen und 16 Meter Breite am anderen Ende (0,2 Hektar)
- Wettbewerbszeit: 3 Stunden
- Abweichung der Pflugtiefe max. ±2,5 cm

#### Die Spaltfurche

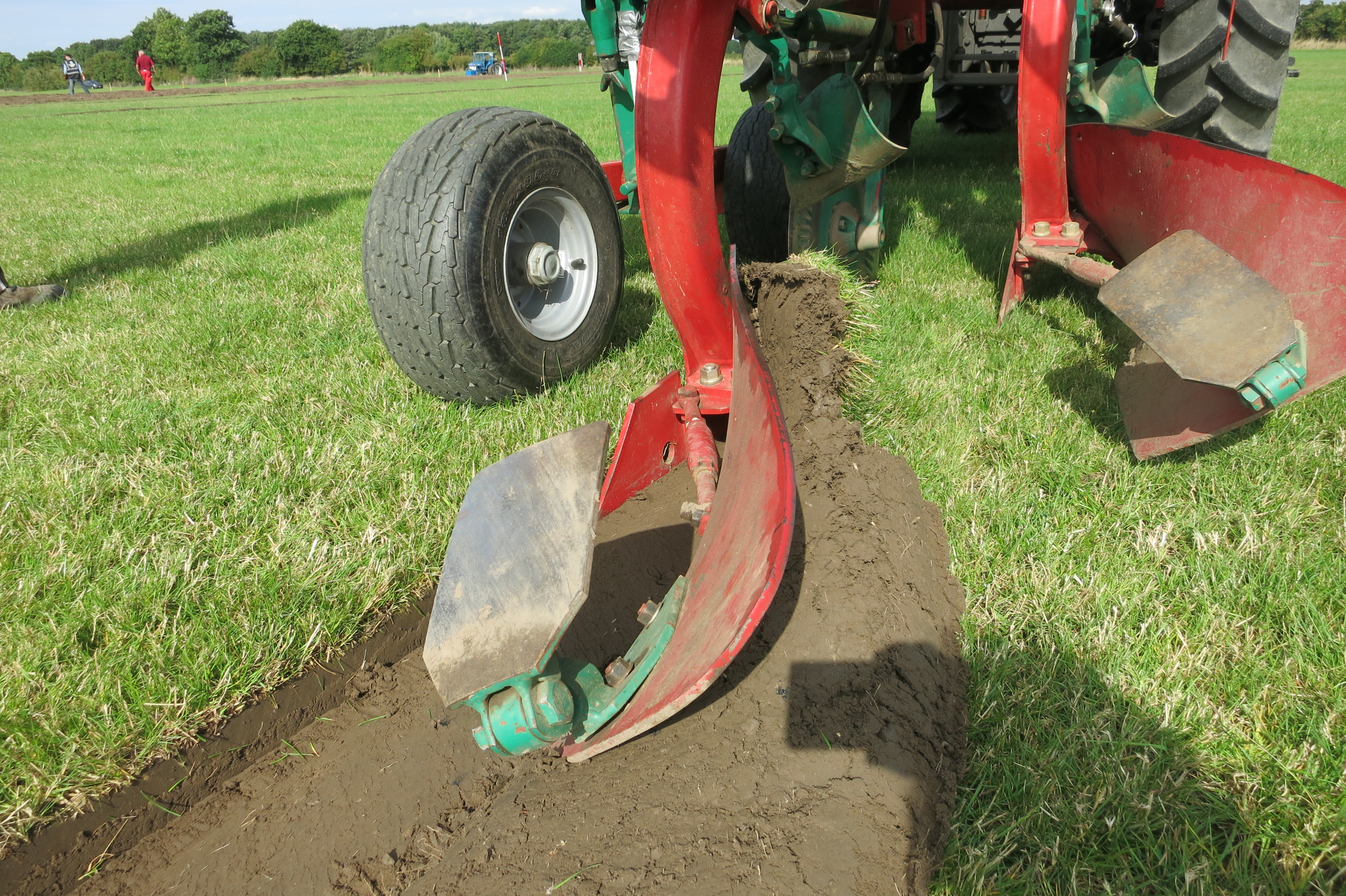
Spaltfurche im Grasland.
Mit dem Ziehen der Spaltfurche beginnt das Vorhaben des Pflügens. Die Spaltfurche dient dem Zweck, das Gesamtziel Unkrautbekämpfung und Unterbringung von Bewuchs auch unter der ersten vollen Furche zu erreichen. Sie muss deshalb auf der gesamten Länge ganz durchgeschnitten sein. Gefordert wird eine gleichmäßige Tiefe sowie Breite und die Gleichmäßigkeit der herausgelegten Erdbalken über die ganze Länge der Furche. Alles Unkraut und der Bewuchs müssen abgeschnitten und sauber aus der Furche geräumt sein. Nur so wird sichergestellt, dass der anschließende Rückschlag bzw. der Zusammenschlag beim Beetpflug auch dicht und trittfest aufliegt. Absolut gerade sollte die Spaltfurche sein, weil nur an einer geraden Anfangsfurche die folgenden Furchen ohne Doppelpflügen oder ungepflügte Reste angelegt werden können. Zum Anlegen der Spaltfurche wird im Wettbewerb ein Zeitfenster von 20 Minuten gewährt.

#### Der Zusammenschlag/Rückschlag
Der Zusammenschlag soll gegenüber dem übrigen Beet absolut eben sein. Die beiden Giebelfurchen sollen möglichst flach und dicht geschlossen gegeneinander liegen. Die nächsten Runden werden deutlich tiefer gepflügt. Mit dem höheren Erdauswurf des zweiten Umgangs erreicht man ein ebenes Feld.

#### Pflügen am Keil – Drehpflug
Durch die Trapezform der Drehpflugparzelle ist entlang des Restbeetes ein Keil auszupflügen. Dies hat so zu geschehen, dass alles Land durchgepflügt ist, keine Löcher oder Hügel entstehen und nichts doppelt gepflügt ist. Der Übergang vom Keil zum Restbeet muss allen Anforderungen an ein ordentliches Pflügen entsprechen. Die erste durchgehende Furche am Keil muss absolut gerade und auf der ganzen Länge voll ausgebildet sein. Sie sollte in Form und Größe den Furchen des Restbeetes entsprechen.

#### Gesamteindruck
Die Furchenwendung soll gut und gleichmäßig sein. Die Furchen sollen im Winkel von 135 Grad dicht aneinander liegen. Die Graslandfurche soll trittfest, kompakt, die Stoppelfurche locker geschüttet liegen. Unregelmäßigkeiten und Löcher führen zum Punktabzug. Gras und Stoppeln müssen unsichtbar sauber untergepflügt werden.

#### Auseinanderschlag und Endfurche
Bei der Beurteilung der offen liegen bleibenden Schlussfurche müssen die letzten Furchen rechts und links mit einbezogen werden. Die Schlussfurchen müssen gerade und exakt parallel zum Rückschlag verlaufen. Die letzten Furchen neben der offenen Schlussfurche sollen genügend Erde aufweisen, um eine ausreichende Verfüllung zuzulassen. Die Tiefe muss so gewählt sein, dass eine sauber geräumte Schlussfurche zurückbleibt und gleichzeitig eine ordentliche Unkrautbekämpfung gewährleistet ist. Die Schlussfurchen sollen mit dem vorher Gepflügten ein einheitliches Bild ergeben und sie dürfen zur letzten Furche hin keine Stufen aufweisen. Es darf nur eine Schlepperspur sichtbar sein. Eine weitere Schlepperspur führt zu Punktabzug. Falls das Stützrad benutzt wird, muss dies innerhalb der Schlepperspur laufen.

#### Einsetzen und Ausheben
Der Pflug soll am Beetende exakt an der Grenzlinie eingesetzt und ausgehoben werden. Auf dem Vorgewende sollen keine Erdschollen liegen. Das Gesamtbild soll gleichmäßig sein. Dabei ist zu beachten, dass Mehrscharpflüge zum Einsetzen einen gewissen Einzugsbereich brauchen.

#### Gerade Furchen
Die gerade Furche wird insgesamt viermal, je einmal an der Spaltfurche, dem Zusammenschlag, der allgemeinen Arbeit und der Endfurche, bewertet.

#### Tiefenmessung
Die geforderte Furchentiefe wird vor dem Pflügen bekannt gegeben. Sie ist im Bereich von + / - 2,5 cm einzuhalten und wird von einer gesonderten Richtergruppe an mehreren Stellen im Beet gemessen.

## Liste der Austragungen und Weltmeister
| Nr. | Jahr | Austragungsort     | Beetpflug                       | Beetpflug                 | Drehpflug              | Drehpflug              |
| Nr. | Jahr | Austragungsort     | Weltmeister                     | 2. Platz                  | Weltmeister            | 2. Platz               |
| --- | ---- | ------------------ | ------------------------------- | ------------------------- | ---------------------- | ---------------------- |
| 69  | 2024 | Tartu, Estland     | Eamonn Tracey                   | Andrew B. Mitchell Senior | Jer Coakley            | Søren Korsgaard        |
| 68  | 2023 | Kuldiga, Lettland  | Eamonn Tracey                   | Martin Lindberg Velling   | John Whelan            | Marco Angst            |
| 67  | 2022 | Ratheniska         | Eamonn Tracey                   | Thomas Debes              | John Whelan            | David Wright           |
| 66  | 2019 | Lake of the Woods  | Andrew B. Mitchell Senior       | Eamonn Tracey             | Marco Angst            | John Whelan            |
| 65  | 2018 | Kirchentellinsfurt | Eamonn Tracey                   | Thomas Debes              | Thomas Cochrane        | John Whelan            |
| 64  | 2017 | Nakuru             | Gene Gruber                     | Eamonn Tracey             | John Whelan            | Bob Mehrtens           |
| 63  | 2016 | York               | Andrew B. Mitchell Junior       | Eamonn Tracey             | Andrew Mitchell Senior | Thomas Cochrane        |
| 62  | 2015 | Thisted            | Eamonn Tracey                   | Andrew B. Mitchell Junior | Andrew Mitchell Senior | Beat Sprenger          |
| 61  | 2014 | Saint-Jean-d’Illac | Eamonn Tracey                   | Andrew B. Mitchell Junior | Andrew Mitchell Senior | Beat Sprenger          |
| 60  | 2013 | Olds               | Barbara Klaus                   | Fabien Landré             | John Whelan            | Margareta Heigl        |
| 59  | 2012 | Biograd na Moru    | Andrew B. Mitchell Junior       | Eamonn Tracey             | Yves Thievon           | Andrew Mitchell Senior |
| 58  | 2011 | Skänninge          | Christian Lanz                  | Bengt Andersson           | Andrew Mitchell Senior | David Wright           |
| 57  | 2010 | Methven            | Bruce Redmond                   | Andrew B. Mitchell Junior | Fabien Landré          | Thomas Cochrane        |
| 56  | 2009 | Moravske Toplice   | Werner Eder                     | John Tracey               | Roel Cuijvers          | Andrew Mitchell Senior |
| 55  | 2008 | Grafenegg          | Samuel Gill                     | Bernhard Altmann          | Andrew Mitchell Senior | Yves Thievon           |
| 54  | 2007 | Kaunas             | David Gill                      | Andrew B. Mitchell Junior | Simon Witty            | Andrew Mitchell Senior |
| 53  | 2006 | Tullow             | Andrew B. Mitchell Junior       | Peter Lanz                | Simon Witty            | Fabien Landré          |
| 52  | 2005 | Prag               | Bernhard Altmann                | John Tracey               | Simon Witty            | Ove Gedsø              |
| 51  | 2004 | Limavady           | Peter Lanz                      | Evan Watkin               | Simon Witty            | Thomas Cochrane        |
| 50  | 2003 | Guelph             | David Wright                    | Evan Watkin               | James Witty            | Kris ’t Seyen          |
| 49  | 2002 | Bellechasse        | Martin Kirnstedter              | John Tracey               | Anders Göransson-Frick | William Morrison       |
| 48  | 2001 | Skive              | Henry Thegen                    | Harald Gadermayr          | Freddy Bohr            | Kris ’t Seyen          |
| 47  | 2000 | Lincoln            | Henry Thegen                    | Andrew L. Morrison        | John Hill              | Peter Ulrich           |
| 46  | 1999 | Pomacle            | Martin Kehoe                    | Georg Menitz              | Christoph Hess         | John Hill              |
| 45  | 1998 | Altheim            | Bernhard Altmann                | David Wright              | Graeme Witty           | Willi Zollinger        |
| 44  | 1997 | Geelong            | Thomas Cochrane                 | Roger Jordan              | Andrew Mitchell Senior | John Hill              |
| 43  | 1996 | Carlow             | Jens Iversen                    | Desmond Wright            | David Carnegie         | Peter Waters           |
| 42  | 1995 | Nakuru             | Martin Kehoe                    | Ole L. Pedersen           | Willi Zollinger        | Odd Braut              |
| 41  | 1994 | Dunedin            | Martin Kehoe                    | Matti Tanila              | Hans Frei              | Willi Zollinger        |
| 40  | 1993 | Kattarp            | Helga Wielander                 | Josef Gadermayr           | John Hill              | Willi Zollinger        |
| 39  | 1992 | Albacete           | Graeme Witty                    | Dorinus Schoonen          | John Hill              | Willi Zollinger        |
| 38  | 1991 | Limavady           | Ulrik Olsson                    | Bengt Andersson           |                        |                        |
| 37  | 1990 | Zeewolde           | Graeme Witty                    | John Hill                 |                        |                        |
| 36  | 1989 | Klepp              | Daniel Herleer                  | Graeme Witty              |                        |                        |
| 35  | 1988 | Amana Colonies     | Graeme Witty                    | Helge Nielsen             |                        |                        |
| 34  | 1987 | Engelhartstetten   | Karl Altmann                    | John Hill                 |                        |                        |
| 33  | 1986 | Olds               | Desmond Wright                  | Kees Breure               |                        |                        |
| 32  | 1985 | Gudbjerg           | Niels Balle                     | Desmond Wright            |                        |                        |
| 31  | 1984 | Horncastle         | Desmond Wright                  | Bjarne M. Nielsen         |                        |                        |
| 30  | 1983 | Harare             | Hermann Altmann                 | Bjarne M. Nielsen         |                        |                        |
| 29  | 1982 | Longford           | Ian Miller                      | Elvery Hunt               |                        |                        |
| 28  | 1981 | Wexford            | Alan J. Wallace                 | Sievert Jansson           |                        |                        |
| 27  | 1980 | Christchurch       | Vivian E. Samuel                | John Tracey               |                        |                        |
| 26  | 1979 | Limavady           | Robert Wieser                   | Josef Liszt               |                        |                        |
| 25  | 1978 | Wickstadt          | Karl Olov Hedstad               | Vivian E. Samuel          |                        |                        |
| 24  | 1977 | Biddinghuizen      | Franz Rainer                    | Paavo Tommiska            |                        |                        |
| 23  | 1976 | Vara               | Hermann Altmann                 | Alfred Eder               |                        |                        |
| 22  | 1975 | Oshawa             | Gunnar Herleth                  | Ruud Hermus               |                        |                        |
| 21  | 1974 | Helsinki           | Carl-Johan Holmstrom            | John Tracey Carl Timbers  |                        |                        |
| 20  | 1973 | Wexford            | Paavo Tuominen                  | John Tracey               |                        |                        |
| 19  | 1972 | Mankato            | Willi Flatnitzer                | Mads Bakken               |                        |                        |
| 18  | 1971 | Taunton            | Peter Oveergaard                | Alan Wallace              |                        |                        |
| 17  | 1970 | Horsens            | Leif Jac. Huser                 | James Murphy              |                        |                        |
| 16  | 1969 | Belgrad            | Flemming Thyssen                | Peter Anderson            |                        |                        |
| 15  | 1968 | Salisbury          | Marinus Schoonen                | Adolf Preuß               |                        |                        |
| 14  | 1967 | Christchurch       | Gunnar Johansson Paavo Tuominen | Jens Kristensen           |                        |                        |
| 13  | 1965 | Ringerike          | Eero Raultianen                 | Fritz Krieglmeyer         |                        |                        |
| 12  | 1964 | Fuchsenbigl        | Charles Keegan                  | Eero Aalto                |                        |                        |
| 11  | 1963 | Caledon            | Yngve Mansson                   | Eero Raultianen           |                        |                        |
| 10  | 1962 | Dronten            | Hans O. Sylling                 | Eero Aalto                |                        |                        |
| 9   | 1961 | Thiverval-Grignon  | William Dixon                   | Alan Magson               |                        |                        |
| 8   | 1960 | Monterotondo       | John A. Gwillian                | Arne Braut                |                        |                        |
| 7   | 1959 | Armoy              | W. Lawrence McMillan            | Charles Bonney            |                        |                        |
| 6   | 1958 | Hohenheim          | T. Leslie Goodwin               | W. Lawrence McMillan      |                        |                        |
| 5   | 1957 | Peebles            | William de Lint                 | John Mason                |                        |                        |
| 4   | 1956 | Warborough         | Hugh B. Barr                    | Arne Braut                |                        |                        |
| 3   | 1955 | Uppsala            | Hugh B. Barr                    | Ivan McLaughlin           |                        |                        |
| 2   | 1954 | Killarney          | Hugh B. Barr                    | Leslie Dixon              |                        |                        |
| 1   | 1953 | Cobourg            | James Eccles                    | Odd Braut                 |                        |                        |

Erfolgreichste TeilnehmerDie erfolgreichsten Teilnehmer stammen aus dem Vereinigten Königreich und Irland. Nachfolgend genannt sind alle Teilnehmer mit mindestens drei Weltmeistertiteln, ohne Unterscheidung zwischen Beet- und Drehpflug.
| Teilnehmer                | WM-Titel | Zweite Plätze |
| ------------------------- | -------- | ------------- |
| Andrew Mitchell Senior    | 6        | 3             |
| Graeme Witty              | 4        | 1             |
| Simon Witty               | 4        | 0             |
| Andrew B. Mitchell Junior | 3        | 4             |
| Eamonn Tracey             | 3        | 3             |
| John Hill                 | 3        | 2             |
| Hugh B. Barr              | 3        | 0             |
| Martin Kehoe              | 3        | 0             |

Erfolgreichste Teilnehmer aus dem deutschsprachigen Raum sind Bernhard Altmann (Österreich) mit zwei Titeln (1998, 2005) und einem zweiten Platz (2008), Hermann Altmann (Österreich) mit zwei WM-Titeln (1976, 1983), Willi Zollinger (Schweiz) mit dem WM-Titelgewinn 1995 und vier zweiten Plätzen (1992, 1993, 1994, 1998) sowie Peter Lanz (Österreich) mit je einem Titel (2004) und zweiten Platz (2006).